# د. ن. جاكسون
د. ن. جاكسون (بالإنجليزية: D. N. Jackson)‏ هو عالم عقيدة أمريكي، ولد في 14 يوليو 1895، وتوفي في 29 نوفمبر 1968 في أوكلاهوما سيتي في الولايات المتحدة.